# Isidro Antonio González Afonso
Isidro Antonio González Afonso (Santa Úrsula, Tenerife, 1971) es un diplomático español. Es Embajador de España en la República de Sudán (desde 2021) con concurrencia en Eritrea y Sudán del Sur.

## Carrera diplomática
Nació en la localidad tinerfeña de Santa Úrsula, donde vive parte de su familia. Tras licenciarse en Derecho y Ciencias Políticas y Sociología, completó su formación universitaria con un Diploma Superior de Comercio Internacional de la Cámara de Comercio de Madrid, y un Programa de Negociaciones para Conflictos del Negotiations Strategy Institute de la Universidad de Harvard. Ingresó en la Escuela Diplomática (2002).
Ha estado destinado en las Embajadas de España ante la Representación Permanente de España ante la Organización para la Seguridad y la Cooperación en Europa OSCE (Viena); y en las embajadas de España en Nicosia (Chipre), Rabat (Marruecos), y en el Consulado General de España en Jerusalén.
En el Ministerio de Asuntos Exteriores, Unión Europea y Cooperación - MAEUEC (Madrid) ha sido: Jefe de Servicio en el Gabinete del Subsecretario; Jefe de Área, Consejero Técnico y Vocal Asesor en el Gabinete del Ministro; y Secretario General Adjunto de la Unión por el Mediterráneo (2019).
Desde diciembre de 2021 ejerce como embajador de España en Jartum (República de Sudán).
En abril de 2023, tras un año como embajador en Jartum, González Afonso se encargó de la evacuación de los españoles residentes en Sudán y darles cobijo en la Embajada española en Jartum. Finalmente el embajador Isidro González fue el último español en abandonar Sudán, en la huida que realizaron los extranjeros en el país africano al ver los enfrentamientos mantenidos entre el Ejército sudanés y los paramilitares Fuerzas de Apoyo Rápido (RSF) que llegaron a rozar una guerra civil, que comenzaron el 15 de abril de 2023. Desde entonces la Embajada de España ante Sudán, Eritrea y Sudán del Sur permanece cerrada hasta que se den las condiciones para su reapertura.
Está casado y es padre de tres hijos.